# Jan A. Ahlers
Jan A. Ahlers (* 22. Dezember 1934 in Oldenburg (Oldenburg); † 31. Dezember 2013) war ein deutscher Unternehmer und Kunstsammler in Herford.

## Leben
Jan A. Ahlers kam als Sohn des Textilunternehmers Adolf Ahlers zur Welt. Sein Bruder ist der Unternehmer Dirk Ahlers (* 1937).
Nach dem Abitur am Friedrichs-Gymnasium Herford, dem Studium an den Fachhochschulen in Mönchengladbach und Reutlingen und einer kaufmännischen Ausbildung begann Jan A. Ahlers 1959 seine Tätigkeit im väterlichen Unternehmen. Nach dem Tod seines Vaters im Jahr 1968 übernahm er die Leitung der familieneigenen Textilfabrik Ahlers in Herford. Er formte aus dem mittelständischen Hersteller von Berufskleidung einen international tätigen Konzern für Herrenmode mit den Marken Pierre Cardin, Otto Kern, Baldessarini, Gin Tonic, Jupiter, Pioneer Authentic Jeans, Pionier Jeans & Casuals und Pionier Workwear Berufskleidung. 1987 brachte er das Unternehmen als Ahlers AG an die Börse. Er war bis 2002 Vorstandsvorsitzender, danach bis zum 7. Mai 2013 stellvertretender Aufsichtsratsvorsitzender. Von 2005 bis zur Insolvenz des Unternehmens 2023 führte seine Tochter Stella A. Ahlers die Unternehmensgruppe mit ihren 2200 Mitarbeitern.

## Kunstsammler
Ahlers wollte nach dem Abitur Malerei studieren. Er wurde an der Kunstakademie abgelehnt und wurde Textilkaufmann. Sein Interesse galt zeitlebens neben dem Beruf der Kunst. Er lernte zahlreiche Künstler, Kuratoren, Händler und andere Vertreter der Kunstwelt kennen. In jungen Jahren war er häufig bei Gabriele Münter zu Gast, die in Herford aufgewachsen war; später schloss er unter anderem Freundschaft mit Bernhard Luginbühl, Dieter Roth und Daniel Spoerri. In über 35 Jahren trug er eine der größten und geschlossensten Privat-Sammlungen des Expressionismus zusammen. Ursprünglich wollte er seine Sammlung der Öffentlichkeit übergeben. So hätte die Sammlung als Dauerleihgabe im Museum MARTa Herford hängen können, das im Jahr 2005 auf einem ehemals der Firma Ahlers gehörenden Gelände eröffnet wurde. Da sich das Museum mit dem Gründungsdirektor Jan Hoet aber nur der zeitgenössischen Kunst des 21. Jahrhunderts widmen wollte, zog Ahlers sein Angebot zurück. Daraufhin verkaufte der damals 66-Jährige die mehr als 100 Werke umfassende Kollektion im Jahr 2001 an die Kunsthändler Christoph Graf Douglas (Frankfurt) und David Nash (New York). Kenner vermuteten einen Preis zwischen 100 und 120 Millionen Deutsche Mark. Von einem Teil des Erlöses erwarb Ahlers für seine neue Sammlung Werke von zeitgenössischen Künstlern; einige von ihnen kannte er persönlich.

## Stiftung Ahlers Pro Arte
1995 gründeten Jan A. Ahlers und seine Tochter Stella (* 1965) in Herford die Stiftung Ahlers Pro Arte. Sitz der Stiftung war von 1995 bis 2016 Hannover. Im Jahr 2005 zog die Stiftung in das Warmbüchenviertel in Hannover, Warmbüchenstraße 16. In diesem  historischen Gebäude war von 1948 bis 1997 die Kestnergesellschaft ansässig. Im Herbst 2016 zog die Stiftung in ein eigenes Haus in der Nähe des Firmengeländes in Herford-Elverdissen. Die letzte Ausstellung in den alten Räumen der Stiftung fand vom 26. Februar bis 26. Juni 2016 statt (ZERO Die Befragung der Wirklichkeit).
Stiftungsauftrag ist insbesondere die Dokumentation und wissenschaftliche Erschließung des Einflusses, den die Kunst des deutschen Expressionismus auf die weitere Entwicklung der Kunst des 20. Jahrhunderts im In- und Ausland genommen hat.
Zusätzlich zu den eigenen Ausstellungsaktivitäten sollen Werke der Sammlung durch Leihgaben an Ausstellungshäuser, darunter das Sprengel Museum Hannover, öffentlich präsent sein. Stella Ahlers sagte im April 2016, über den Kooperationsvertrag mit dem Sprengelmuseum bleibe die Stiftung Hannover weiterhin verbunden.
Seit 2024 hat die Stiftung Ahlers Pro Arte ihren Sitz unmittelbar neben dem Museum Marta an der Goebenstraße.

## Privates
Ahlers war zuletzt verheiratet mit Kata Légrády (* 1974). Er starb überraschend am Silvesterabend 2013, kurz nach seinem 79. Geburtstag.